# Massangena
Massangena es una villa y también uno de los doce distritos que forman la provincia de Gaza  en la zona meridional de Mozambique, región fronteriza con las provincias de Manica, de Inhambane y de Maputo. Región ribereña del   Océano Índico y fronteriza con Zimbabue (Provincia de Masvingo) y Sudáfrica (Provincia de Limpopo) que geográficamente pertenece a la ecorregión de salobral del Zambeze en la cuenca del río Limpopo.

## Geografía
En la margen derecha del río Save. 
En 2002 su población era de 13.859 habitantes.

## División Administrativa
Este distrito formado por diez localidades, se divide en dos puestos administrativos (posto administrativo), con la siguiente población censada en 2005:
- Massangena, sede, 10 382 (Mbocoda, Chizumbene, Cafumane, Mabonzo y Chicumbo).
- Mavue, 6 185 (Mucambene, Siqueto y Muzamane).

## Historia
Comop consecuencia de la reestructuración administrativa de 1986 fue elevado a la categoría de distrito segregando del territorio de Chicualacuala.